# Bärbränntjärnen
Bärbränntjärnen är en sjö i Lycksele kommun i Lappland och ingår i Umeälvens huvudavrinningsområde. Sjön har en area på 0,0701 kvadratkilometer och ligger 339,1 meter över havet. Sjön avvattnas av vattendraget Västerbäcken.

## Delavrinningsområde
Bärbränntjärnen ingår i det delavrinningsområde (714828-164247) som SMHI kallar för Mynnar i Byssjan. Medelhöjden är 345 meter över havet och ytan är 20,03 kvadratkilometer. Det finns inga avrinningsområden uppströms utan avrinningsområdet är högsta punkten. Västerbäcken som avvattnar avrinningsområdet har biflödesordning 3, vilket innebär att vattnet flödar genom totalt 3 vattendrag innan det når havet efter 130 kilometer. Avrinningsområdet består mestadels av skog (91 procent). Avrinningsområdet har 0,07 kvadratkilometer vattenytor vilket ger det en sjöprocent på 0,4 procent.